# Conor O'Devany
Conor O'Devany (Raphoe, 1533 – Dublino, 1º febbraio 1612) è stato un vescovo cattolico irlandese.

## Biografia
Abbracciò la vita religiosa tra i francescani di Donegal e il 27 aprile 1582, mentre si trovava a Roma, papa Gregorio XIII lo nominò vescovo di Down e Connor: fu consacrato dal cardinale Nicolas de Pellevé.
Rientrato in patria, fu quasi subito arrestato: fuggito dalla prigionia, fu nuovamente arrestato nel 1588 e rinchiuso nel castello di Dublino.
L'11 novembre 1590 inviò al viceré William Fitzwilliam una petizione in cui di dichiarava fedele suddito della Corona inglese, denunciava di essere stato arrestato solo per motivi religiosi e chiedeva di essere liberato: la sua istanza fu accolta e fu liberato il 16 novembre dello stesso anno.
Il cardinale William Allen nel 1591 lo investì di speciali poteri spirituali.
Compilò l'Index martyrialis, un catalogo delle persone condannate a morte in Irlanda a causa della loro fede cattolica.
Accusato di tradimento dal vescovo protestante di Clogher e Meath, George Montgomery, nel 1611 O'Devany fu arrestato per la terza volta e nuovamente imprigionato nel castello di Dublino.
Processato per alto tradimento, fu condannato a morte e impiccato.

## Culto
La causa di beatificazione fu introdotta nel 1915.
È uno dei diciassette martiri irlandesi beatificati da papa Giovanni Paolo II il 27 settembre 1992.
Il suo elogio si legge nel Martirologio romano al 1º febbraio.

## Genealogia episcopale
La genealogia episcopale è:
- Cardinale Nicolas de Pellevé
- Vescovo Conor O'Devany, O.F.M.Obs.